# SHOCK EYE
SHOCK EYE（ショック アイ、本名：植村家浩（うえむら いえひろ）、1976年〈昭和51年〉12月14日 - ）は、レゲエグループ・湘南乃風のメンバーであるレゲエミュージシャン、著作家。また、ポルノグラフィティの新藤晴一らと結成したTHE 野党のボーカルでもある。
神奈川県鎌倉市出身。「歩くパワースポット」の異名を持つ。血液型はA型。

## 来歴
元々は、ヒップホップDJをしていたが、INFINITY16のメンバーであり、中学からの同級生であるTELA-Cの誘いでジャマイカに渡り短期滞在を経て、1996年に正式にINFINITY16に加入し、レゲエ歌手（Dee Jay)としてのキャリアをスタートさせる。その後、数度のジャマイカ滞在をへた後、中学・高校時代からの知り合いであり、2000年に加入した若旦那と共に、Dee Jay、サウンドというお互いの方向性を尊重しINFINITY16を脱退し、当時同じくDee Jayとして湘南で活動していたRED RICE、HAN-KUN、GOKI（現：GOKIGEN SOUND、2002年に脱退）とともに2001年に湘南乃風を結成し、インディーズレーベル134LABELを立ち上げる。その後、自主制作のミックステープ「湘南の風」、「バブルガムブランド」、「湘南乃風外伝 一服」、「HOT134」をリリース。そのテープが累計約2万本を売り上げ湘南乃風メジャーデビューのきっかけとなる。
2007年11月より携帯サイトモバゲータウンの有名人コーナーにて日記や、自作の小説などを公開。また、同年にAmin03（アミノサン）というトラック制作チームを結成。プロデュース及び楽曲提供もしている。
2009年1月30日に9年前から交際をしていた年下の一般女性と入籍をしたことを自身のブログで発表。2010年に長男、2014年に次男をもうけている。
2011年2月9日、ポルノグラフィティの新藤晴一、トラックメイカーの篤志とTHE 野党を結成、アルバム『8:10 PM』をリリース。同年、『ツアー遊説〜First〜』を行う。
2011年5月、講談社が刊行していた若者向け情報誌『ホットドッグ・プレス』の現代版、スマートフォン用電子書籍アプリ「熱犬通信」にて、連載『SHOCK EYE PRESS』を始める。その中で自伝的小説『ワンルーム』を発表。
2018年7月、自身2度目となる自伝的小説『MR.ノーマル』をnoteにて連載開始。
2019年以降、作家としても活動（#著作参照）。2021年現在、累計10万部を超えるヒットを記録している。

## 人物
- 金髪がトレードマーク。
- バイブスを込めたこぶしの効いた歌い回しから、高速の早口までをこなす。
- チワワを2匹飼っており、自身のブログ、twitterに度々登場させる愛犬家である。
- 高取藩の藩主、植村氏（維新後は子爵）の末裔である[* 1]。血縁的には有馬晴純、有馬晴信の男系子孫で、女系を含めると著名な人物として本多忠勝などの血を引く。自身のブログなどで先祖の甲冑などを紹介している。
- 芸名の由来は、苗字の植村から【植】をもじって【SHOCK】、名前の【いえひろ】のイニシャル【Ｉ】から【eye】としている。
- 占い師のゲッターズ飯田に占ってもらった際に、今まで占った数万人の中で2人目の強運の持ち主で「歩くパワースポット」と呼ばれた。その運は強力で、SHOCK EYEを待ち受けにすると運気が上がると言われるようになる[* 10]。俳優の平岡祐太からは、SHOCK EYEの写真を待ち受けにした2日後にCMが決まったという報告を受けた[* 2]。
- 音楽作家活動も盛んに行なっている。℃-uteやジャニーズWESTといったアイドルから、YouTuberのフィッシャーズまで幅広いジャンルにわたる。

## 系譜
出典が無い限り、『平成新修旧華族家系大成』上巻, p. 239参照。
植村家
- 高祖父・家壷（弘化4年10月15日（1847年11月22日））
大和高取藩第14代藩主。父は播磨国山崎藩第8代藩主の本多忠鄰。
- 曽祖父・家治（1887年（明治20年）3月14日生）
東京外国語学校仏語専修科卒[2]。元貴族院子爵議員。東京大宮電気鉄道元取締役[2]。
- 祖父・家隆（1920年（大正9年）6月2日生）
神戸商業大学卒[2]。日本生命元専務取締役[3]。元高取町長の植村家忠は異母弟。
- 祖母・芳子（1921年（大正8年）8月1日生） 
東京女子高等師範学校附属高等女学校卒[2]。父は元衆議院議員の一宮房治郎[2][4]。兄は元理化学研究所副理事長の一宮虎雄[4][5]。義兄（姉・小夜子の夫）は小田急電鉄社長や日本民営鉄道協会会長等を務めた広田宗[4][6]。
- 父・家顯（1944年（昭和19年）1月25日生） 
学習院大学理学部大学院修了[2]。東京ガスケミカル元社長[7]。
- 母・惠子（1949年（昭和24年）8月23日生） 
慶應義塾大学法学部法律学科卒。大杉束の次女。
- 兄・家政（1975年（昭和50年）12月12日生）
- 弟・家敏（1981年（昭和56年）6月25日生）
- 妻[* 5]
  - 長男（2010年（平成22年）生まれ）[* 6]
  - 次男（2014年（平成26年）生まれ）[* 7]

## ディスコグラフィ

### 7"EP
| 枚  | リリース日    | タイトル | 型番       |
| --- | ------------- | -------- | ---------- |
| 1st | 2007年9月21日 | 大和の花 | <KSEP-021> |

### 湘南乃風オリジナルアルバム収録のソロ楽曲
| 年     | タイトル                               | 収録アルバム                                         |
| ------ | -------------------------------------- | ---------------------------------------------------- |
| 2003年 | 行かねば feat. TRUTHFUL from FIRE BALL | 湘南乃風〜REAL RIDERS〜                              |
| 2003年 | Ride On Beat                           | 湘南乃風〜REAL RIDERS〜                              |
| 2004年 | B.Blues〜Do It!〜                      | 湘南乃風〜ラガパレード〜                             |
| 2004年 | 挑戦状 feat. TERASEE from INFINITY 16  | 湘南乃風〜ラガパレード〜                             |
| 2006年 | ワンルーム                             | 湘南乃風〜Riders High〜                              |
| 2009年 | 親愛なる...                            | 湘南乃風〜JOKER〜                                    |
| 2013年 | いつか                                 | 湘南乃風〜2023〜                                     |
| 2015年 | ヒーローベルト                         | 湘南乃風〜COME AGAIN〜                               |
| 2016年 | Ragga Step                             | 湘南乃風〜湘南爆音BREAKS! II〜 mixed by Monster Rion |
| 2018年 | 大きくなったら                         | 湘南乃風〜一五一会〜                                 |

### 参加作品
湘南乃風、THE 野党の楽曲は除く

#### フィーチャリング
1. MUNEHIRO「Limited」（2007年8月1日）
  - 3.シンプルアンサーfeat.SHOCK EYE(from 湘南乃風)
2. INFINITY16「いつまでもメリークリスマス」（2007年11月21日）
  - 1.いつまでもメリークリスマス welcomes SHOCK EYE from 湘南乃風, MUNEHIRO
3. INFINITY16 「Foundation Rock」（2007年12月12日）（初回限定盤：2CD+DVD ／ 通常盤：2CD）
  - [DISC-1] 9. いつまでもメリークリスマス welcomez SHOCK EYE from 湘南乃風、MUNEHIRO
4. INFINITY16「Welcomez」（2008年12月24日）
  - 17.ブレッジン~心友~ welcomes SHOCK EYE from 湘南乃風
5. SPICY CHOCOLATE「東京RAGGA BLAZE 3」（2009年6月24日）
  - 9.HANABI feat. GOKI & SHOCK EYE from 湘南乃風
6. Miss Monday「Life is beautiful feat. キヨサク from MONGOL800,Salyu,SHOCK EYE from 湘南乃風」（2010年5月26日）
  - 1.Life is beautiful feat. キヨサク from MONGOL800,Salyu,SHOCK EYE from 湘南乃風
7. Miss Monday「Beautiful」（2010年6月23日）
  - 2.Life is beautiful feat. キヨサク from MONGOL800,Salyu,SHOCK EYE from 湘南乃風
8. SPICY CHOCOLATE「東京RAGGA BLAZE BEST 」（2010年7月21日）
  - 22.HANABI feat. GOKI & SHOCK EYE from 湘南乃風
9. SPICY CHOCOLATE「渋谷 RAGGA SWEET COLLECTION 2」 (2012年9月5日)
  - 愛スルモノ feat. SHOCK EYE, lecca & SIMON
10. 遊助「あの・・出会っちゃってるんですケド。」（2013年4月17日）
  - 4.怪盗MAGNUM 遊turing SHOCK EYE(from 湘南乃風)

#### コンピレーション
1. オムニバス「XX BAD（ダブル エックス バッド）」（2001年5月30日）
  - 3. Party(GOKI & SHOCK EYE)
2. オムニバス「レゲエ野郎２」（2002年9月28日）
  - 14. KEEP ON MOVING(HAN-KUN & SHOCK EYE)
3. オムニバス「WHITE OUT～real snowboarder's compilation～」（2005年1月26日）
  - 8.B.Blues～Do It!～（SHOCK EYE）
4. オムニバス「Reggae Cruising～Rude Fish Music Reggae Compilation vol.1～」（2005年8月29日）
  - 2. GOOD GOOD WAY(SHOCK EYE from 湘南乃風)
5. オムニバス「無限十六 vol.1 -R.A.W.-」（2007年8月8日）
  - 5.「CLAP CLAP CLAP」
6. オムニバス「無限十六 vol.2 -PARK AVENUE-」（2007年8月8日）
  - 5.「PARTY TIME」
7. オムニバス「-KAERU STUDIO PRESENTS- モーレツレゲエワークス」（2008年3月26日）
  - 9.「大和の花」
8. オムニバス「無限十六 vol.3 -FIRE riddim UP & LIVE riddim-」（2008年11月19日）
  - 3. 「侍KING」
9. オムニバス「無限十六BEST」(2010年9月15日）
  - [DISC-1] 5. 「PARTY TIME」
  - [DISC-2] 3. 「CLAP CLAP CLAP」
  - [DISC-2] 7. 「侍KING」

### Amin03 WORK
1. MUNEHIRO「Limited」（2007年8月1日）
12.「PUZZLE」
2. MUNEHIRO「NEO」（2009年3月4日）
7.「イケてるJAPAN!!」
3. 湘南乃風「黄金魂」（2008年2月13日）
2.「曖歌」
4. 湘南乃風「湘南乃風〜JOKER〜」（2009年4月8日）
7.「約束」
8.「親愛なる…」
9.「瞹歌」
10.「湾岸 highway」
5. 湘南乃風「湘南乃風〜2023〜」（2013年3月6日）
6.「いつか」
6. 湘南乃風「バブル」（2015年3月4日）
3.「BIG UP」(remastered)

## 提供楽曲
- アンジュルム
  - 夏将軍
- カイワレハンマー
  - 【ありがとう】これからも
- ℃-ute
  - 我武者LIFE
  - アイアンハート
  - ファイナルスコール
- ジャニーズWEST
  - 覚悟しろよSUMMER
- DANCE EARTH PARTY
  - ポッケ feat. Happiness（みんなのうた 2015年10月 - 11月放送曲）
- つばきファクトリー
  - ハッピークラッカー
  - 断捨ISM
  - Power Flower  〜今こそ一丸となれ〜
- 中山優馬
  - 貯金箱
- MYNAME
  - 出会いあいして
  - Wiz
- 祭nine.
  - さわらぬ夢に後悔あり
- MEN ON STYLE
  - バッチ濃青春
- Fischer's
  - ナナイロの糸

## 出演

### ラジオドラマ
- タイガーマスクW ドラマCD（2017年、龍虎宴（初回生産限定盤【虎】収録）- スタン・ショック 役

### テレビ番組
- 日立 世界ふしぎ発見! - ミステリーハンター出演
  - 第1619回「来年の運気アップも間違いなし!? 歩くパワースポットSHOCK EYEと行く最強神社巡り！」（2021年12月18日）[* 11]
  - 第1635回「歩くパワースポットSHOCK EYEと行く開運！絶景神社巡り！」（2022年5月21日）[* 12]
  - 第1694回「新春開運スペシャル！大江戸パワースポット巡り！」（2024年1月13日）[* 13]

## 著作
- 『歩くパワースポットと呼ばれた僕の大切にしている小さな習慣』講談社、2019年。ISBN 978-4-06-515623-0。
- 『歩くパワースポットと呼ばれた僕の大切にしている運気アップの習慣』講談社、2020年。ISBN 978-4-06-519442-3。
- 『SHOCK EYEの強運思考』ダイヤモンド社、2021年。ISBN 978-4-478-11286-1。
- 『待ち受けにしたくなる』講談社、2021年。ISBN 978-4-06-526341-9。

### 書籍出典
1. ↑  『平成新修旧華族家系大成』上巻, p. 239.
2. 1 2 3 4 5 6  “人事興信録 第25版 上 う-63”. 2024年9月22日閲覧。
3. ↑  “生命保険協会会報 62(2)”. 2024年9月22日閲覧。
4. 1 2 3  “人事興信録 第13版上 い-196”. 2024年9月22日閲覧。
5. ↑  日本人名大辞典+Plus, 20世紀日本人名事典,デジタル版. “一宮虎雄(イチノミヤ トラオ)とは？ 意味や使い方”. コトバンク. 2024年9月22日閲覧。
6. ↑  “人事興信録 第25版 下 ひ-103”. 2024年9月22日閲覧。
7. ↑  “東京ガス ： プレスリリース ／ 天然ガスの新しい用途が登場 新しい鉄筋接合工法、天然ガス圧接「エコウェル工法」の実用化について”. www.tokyo-gas.co.jp. 2024年9月22日閲覧。

### ウェブサイト出典
1. 1 2 3  “湘南乃風・SHOCK EYE 「歩くパワースポット」と呼ばれて…「自分の“使命”に気付きました」”. iza.   産経新聞社 (2019年5月31日). 2024年1月14日時点のオリジナルよりアーカイブ。2019-06018閲覧。
2. 1 2  “湘南乃風 SHOCK EYE明かす「幸運待ち受けのために神棚購入」”. 女性自身.   光文社 (2019年4月5日). 2019年4月7日時点のオリジナルよりアーカイブ。2019年6月18日閲覧。
3. ↑  “強運の湘南乃風SHOCKEYE、待ち受け写真は「自分」 “歩くパワースポット”異名にあやかる”. ORICON NEWS.   oricon ME (2019年4月14日). 2019年4月16日時点のオリジナルよりアーカイブ。2019年6月18日閲覧。
4. ↑  “PROFILE：SHOCK EYE”. 湘南乃風OFFICIAL WEB SITE.   134RECORDINGS. 2013年1月17日時点のオリジナルよりアーカイブ。2019年6月18日閲覧。
5. 1 2  “湘南乃風SHOCK EYEが一般女性と本日入籍”. 音楽ナタリー.   ナターシャ (2009年1月30日). 2012年3月14日時点のオリジナルよりアーカイブ。2019年6月18日閲覧。
6. 1 2  “湘南乃風・SHOCKEYEに第1子の男児誕生「ドキドキして、泣きそう」”. ORICON NEWS.   oricon ME (2010年2月26日). 2014年3月21日時点のオリジナルよりアーカイブ。2019年6月18日閲覧。
7. 1 2  “湘南乃風SHOCKEYEに第2子誕生「この奇跡に感動」”.   oricon ME (2010年2月26日). 2019年6月18日時点のオリジナルよりアーカイブ。2019年6月18日閲覧。
8. ↑  “湘南・SHOCKEYEが自伝的小説を発表”. ORICON NEWS.   oricon ME (2011年5月20日). 2015年7月22日時点のオリジナルよりアーカイブ。2019年6月18日閲覧。
9. ↑  “連載小説をはじめる前にごあいさつ｜SHOCK EYE from 湘南乃風｜note”. note（ノート）. 2018年8月2日閲覧。
10. ↑  “待ち受け画像にすると運気がアップすると話題！ “歩くパワースポット”湘南乃風SHOCK EYEさん、親に承認されなかった幼少期を明かす”. ダ・ヴィンチニュース.   KADOKAWA (2019年4月11日). 2019年4月11日時点のオリジナルよりアーカイブ。2019年6月18日閲覧。
11. ↑  “バックナンバー 第1619回”. 日立世界ふしぎ発見！.   TBS. 2021年12月18日時点のオリジナルよりアーカイブ。2024年1月14日閲覧。
12. ↑  “バックナンバー 第1635回”. 日立世界ふしぎ発見！.   TBS. 2023年3月30日時点のオリジナルよりアーカイブ。2024年1月14日閲覧。
13. ↑  “バックナンバー 第1694回”. 日立世界ふしぎ発見！.   TBS. 2024年1月14日時点のオリジナルよりアーカイブ。2024年1月14日閲覧。